# Diodora arnoldi
Diodora arnoldi is een slakkensoort uit de familie van de Fissurellidae. De wetenschappelijke naam van de soort is voor het eerst geldig gepubliceerd in 1966 door James Hamilton McLean.